# 4621 Tambov
4621 Tambov è un asteroide della fascia principale. Scoperto nel 1979, presenta un'orbita caratterizzata da un semiasse maggiore pari a 2,3866891 UA e da un'eccentricità di 0,2111450, inclinata di 3,04428° rispetto all'eclittica.